# Црква Светих Арханђела у Бранковини
Црква Светих Арханђела у Бранковини, задужбина је Проте Матеје Ненадовића, подигнута 1830. године, припада Епархији ваљевској Српске православне цркве. Представља непокретно културно добро као споменик културе од великог значаја.

## Историја и изглед
Црква је подигнута на месту где је пре ње била црква брвнара коју су Турци порушили и запалили. Грађена је у стилу барокних црквених грађевина, какве су у то време грађене у Војводини. Зидана је од камена, малтерисана и бело окречена. На западној страни уздиже се високи звоник. 
Благодарећи сачуваним богослужбеним књигама, уметничким предметима и историјским документима и обогаћена прилозима током 19. века, садашња ризница цркве чува крст реликвијар из 10. века, Хаџи Рувимов дуборезни крст, Велико јеванђеље које је Прота донео као поклон руског цара, ручни крст Протин, иконе Светог Арханђела Михаила, Светог Јована и Светог Николе, старе књиге Антологион, Псалтир, Требник, Минеј...
- Црква Светих Архангела
- Унутрашњост цркве
- Иконостас цркве
- Ризница цркве
- Спомен плоча
- Ризница цркве
- Спомен плоча жртава рата 1941-1945.

## Порта цркве
Крај цркве, са северне стране је споменик ратницима ратова од 1912. до 1918. и група надгробних споменика фамилије Ненадовић, Алексе, Јакова, Симе, Проте Матеје, Јеврема и Чика Љубе. У црквеној порти налазе се собрашице као вредни примери народног неимарства начињени да се у дане црквених празника и сабора породице окупљају, обедују или склоне од непогоде. Црквене кућице у стилу објеката народног градитељства из 19. века, подигнуте пре изградње цркве за потребе смештаја радника који су учествовали у градњи.
У порти цркве је сахрањена Десанка Максимовић (1898—1993), српска песникиња, професорка књижевности и академик Српске академије наука и уметности.
Црква са портом и школе са двориштем у суседству припадају једној историјско-културној целини која је под заштитом државе и која се убраја у споменике културе од великог значаја.
- Порта
- Поглед на порту из школског дворишта
- Чесма Ненадовића
- Собрашице
- Кућице у порти
- Надгробни споменици Ненадовића
- Поглед на порту
- Гроб Десанке Максимовић